# Château de la Barrière
Le château de la Barrière, ou château Berger, est un château situé au sud de la commune de Lieusaint, au bord de  l'ancienne route nationale 6, dans le département de Seine-et-Marne.

## Historique
L'actuel château de la Barrière a été construit en 1910 pour Monsieur et Madame Jean-Baptiste Gobert-Martin, industriels et philanthropes, propriétaires des Grands Magasins Réaumur (de la famille Martin-Thierry & Sigrand). 
Il a été construit à la place d'un château du XVIIIe siècle plus modeste et sur les terres d'une ferme que Monsieur Gobert-Martin avait acquis au XIXe siècle auprès d'importants propriétaires agricoles. La ferme appartenait à Monsieur Vaury, ancien maire de Lieusaint, qui y produisait des betteraves distillées.
La construction du château, particulièrement rapide, monopolisa des centaines d'artisans et d'ouvriers, notamment pour sa décoration intérieure des plus raffinées .
Le château est occupé par les Allemands pendant Seconde Guerre mondiale. Il est par la suite légué aux Sœurs Salésiennes après la guerre.
Ne pouvant entretenir le château, les Sœurs Salésiennes vendent le domaine en 1972 à la société Berger qui y installe son siège social et construit une usine de sirops sur 17 ha de la propriété. L'usine est fermée en 2003. 
Le domaine est vendu en 2005 à une société financière. Un projet de construction de 485 logements dans un ensemble de 10 bâtiments, et d'une résidence pour personnes âgées est à l'étude,.
Le nom du château est cité dans les minutes de la célèbre affaire du courrier de Lyon qui s'est déroulé non loin de là.